# H6: Diario de un asesino
H6: Diario de un asesino és una pel·lícula de terror espanyola dirigida per Martín Garrido Barón i estrenada en 2006. Protagonitzada per Fernando Acaso, María José Bausá, Alejo Sauras i Raquel Arenas, narra la història d'Antonio Frau, un assassí en sèrie que acaba de sortir de la presó i que actua sobre els menys afavorits.

## Argument
Antonio Frau (Fernando Acaso) és un assassí en sèrie que, passats 25 anys des del seu ingrés a la presó per l'assassinat de la seva promesa, és alliberat. El fet d'heretar un vell motel per part d'un familiar, a qui ni tan sols coneix, és percebut per Antonio com un senyal, una espècie de missatge diví que li indica que ell és el triat per a redimir les ànimes d'aquells que han perdut el rumb. Així, cada cert temps, decideix segrestar una prostituta a la qual, durant diverses setmanes, maltracta i viola amb la finalitat que aprengui a valorar la vida. En observar que no aconsegueix el canvi esperat en les seves víctimes, les assassina. Amb absoluta fredor, Antonio decideix plasmar cadascuna de les seves atrocitats en un diari acompanyant-les amb fotografies, sensacions i pensaments contradictoris. Mentrestant, l'assassí continua amb la seva vida rutinària al costat de la seva esposa.

## Repartiment
Alguns dels actors i actrius que apareixen en el film al costat dels personatges que interpreten són els següents:
| Actors               | Personatges                                                              |
| -------------------- | ------------------------------------------------------------------------ |
| Fernando Acaso       | Antonio Frau, assassí en sèrie                                           |
| María José Bausá     | Francisca Segui, esposa d'Antonio Frau                                   |
| Alejo Sauras         | Cristóbal, jove okupa que es creua en el caí de Frau                     |
| Raquel Arenas        | Rosa, prostituta que confia en Antonio Frau                              |
| Xènia Reguant        | Marisa, una altra prostituta                                             |
| Martín Garrido Ramis | Miguel Oliver, comissari que investiga la desaparició de les prostitutes |

## Producció
H6: Diario de un asesino és una pel·lícula produïda en un 100% per la productora Kanzaman S.A. i distribuïda a nivell nacional per Aurum Producciones.

### Guió
La pel·lícula està escrita pel director i guionista espanyol Martín Garrido Ramis, considerat com un dels directors de cinema independent més veterans d'Espanya. A més de ser el primer director de cinema comercial de la història de les Illes Balears, és autor de conegudes pel·lícules com "El hijo bastardo de Dios" (2015) o "Turbulencia Zombi", estrenada el 15 de novembre de 2019.

### Selecció de direcció i repartiment
H6: Diario de un asesino és el primer llargmetratge dirigit per Martín Garrido Barón. Anteriorment, Garrido havia col·laborat, des de molt jove, amb directors de cinema i de teatre en produccions vàries exercint diferents càrrecs: des d'ajudant de direcció o director d'art fins a director de fotografia.
Entre el repartiment, destaca la participació de Fernando Acaso com el gran protagonista del film. Actor de doblatge, va ser famós per haver estat copresentador al costat de Mercedes Milá de Gran Hermano durant dues temporades i per haver treballat al costat de María Teresa Campos a Pasa la Vida i Día a Día.

### Rodatge
El rodatge de la pel·lícula va començar el 16 de febrer de 2004 i va finalitzar el 22 de març del mateix any. La ciutat seleccionada per a això va ser Madrid. La durada de la pel·lícula és d'un llargmetratge de 99 minuts.

## Llançament

### Qualificació per edats
Pel·lícula no recomanada a menors de 18 anys.

### Estrena
El 29 d'abril de 2005 es va produir la pre-estrena de H6: Diario de un asesino om a part de les projeccions del Festival de Màlaga. A més, va participar en el Festival de Cinema Fantàstic i de Terror de Sant Sebastià en la seva setzena setmana el 3 de novembre de 2005 i en el Festival internacional de cinema negre de Manresa al novembre de 2005. Finalmente, la película fue estrenada en España el viernes 14 de julio de 2006.

## Recepció

### Comercial
La pel·lícula va aconseguir una recaptació de 219.218,68 € i 56.563 espectadors. A més, va comptar amb una subvenció pública de 186.665,99 € de "Ajudes a l'Amortització de Llargmetratges".

### Crítica
| País    | Mig/Autor(a)                   | Crítica | Tendència |
| ------- | ------------------------------ | --- | --------- |
| Espanya | El País Javier Ocaña           | ""A l'estiu s'estrena qualsevol cosa. Però hi ha assumptes que sobrepassen la ferralla habitual. Com aquesta barbaritat titulada H6, diario de un asesino,reaccionària intriga criminal dotada d'un guió infame."                                                                               | 🔴        |
| Espanya | Criticalia.com Enrique Colmena | "Però hi ha també una notable creativitat visual en el seu director i “alma mater”, Garrido Barón, que supera amb nota alta els molts problemes pressupostaris que la pobra factura del film denota. Escassetat dinerària a part, és elogiable la posada en escena, la coherència del guió...." | 🟢        |